# Joop Schaminée
Johannes Hendrikus Jacques "Joop" Schaminée (Wessem, 17 februari 1957) is een Nederlands botanicus die vooral is gespecialiseerd in de vegetatiekunde. Hij is verbonden aan Wageningen University & Research en de Radboud Universiteit in Nijmegen. Sinds 2024 is Schaminée met emeritaat.

## Levensloop

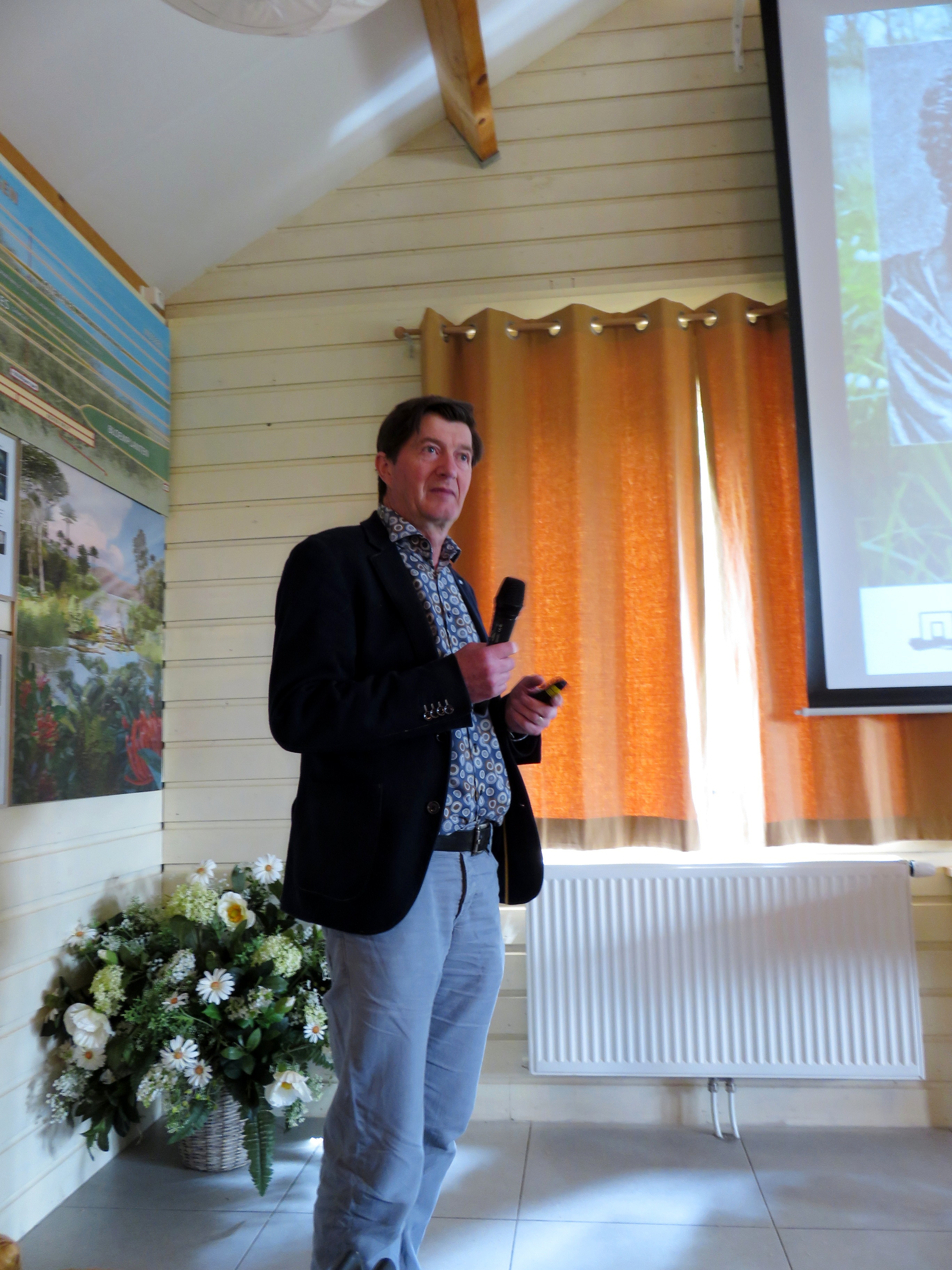
Schaminée tijdens een lezing in Pinetum Blijdenstein in Hilversum (mei 2017)

Joop Schaminée was een leerling van de vegetatiekundige Victor Westhoff en bezet sinds 2006 de Westhoff-leerstoel: een gecombineerde leerstoel als bijzonder hoogleraar aan Wageningen University & Research en de Radboud Universiteit te Nijmegen. Vanuit deze positie organiseert hij elk jaar de Westhofflezing, waarin prominente sprekers met elkaar in discussie gaan en jonge vegetatiekundigen hun visie kunnen tonen in een essaywedstrijd. De Zilveren Parnassia is een jaarlijkse onderscheiding, die sinds 2015 wordt uitgereikt aan maatschappelijk betrokken jonge onderzoekers in de biologie en ecologie onder de 30 jaar. De onderscheiding wordt sinds 2015 uitgereikt tijdens de jaarlijkse Westhofflezing aan de Radboud Universiteit in Nijmegen.
Samen met Westhoff richtte Schaminée de Plantensociologische Kring Nederland (PKN) op. Het doel van deze stichting is de bevordering van kennis en onderzoek omtrent vegetatiekunde in Nederland en omstreken. Schaminée regelt onder andere excursies en symposia voor deze stichting.
In 2009 werd de Prins Bernhard Cultuurfondsprijs voor natuurbehoud toegekend aan Schaminée voor zijn verdiensten voor de Nederlandse vegetatiekunde en natuurbescherming. Met deze prijs ontving hij een bedrag van € 50.000. De prijsuitreiking vond plaats in het Muziekgebouw aan 't IJ in Amsterdam.
Op 26 april 2019 werd Schaminée gedecoreerd als Ridder in de Orde van de Nederlandse Leeuw. Hij werd benoemd vanwege zijn aanzienlijke bijdrage aan de vegetatiekunde en het natuurbehoud in Nederland. Het lintje werd uitgereikt door burgemeester Hubert Bruls.

## Werk

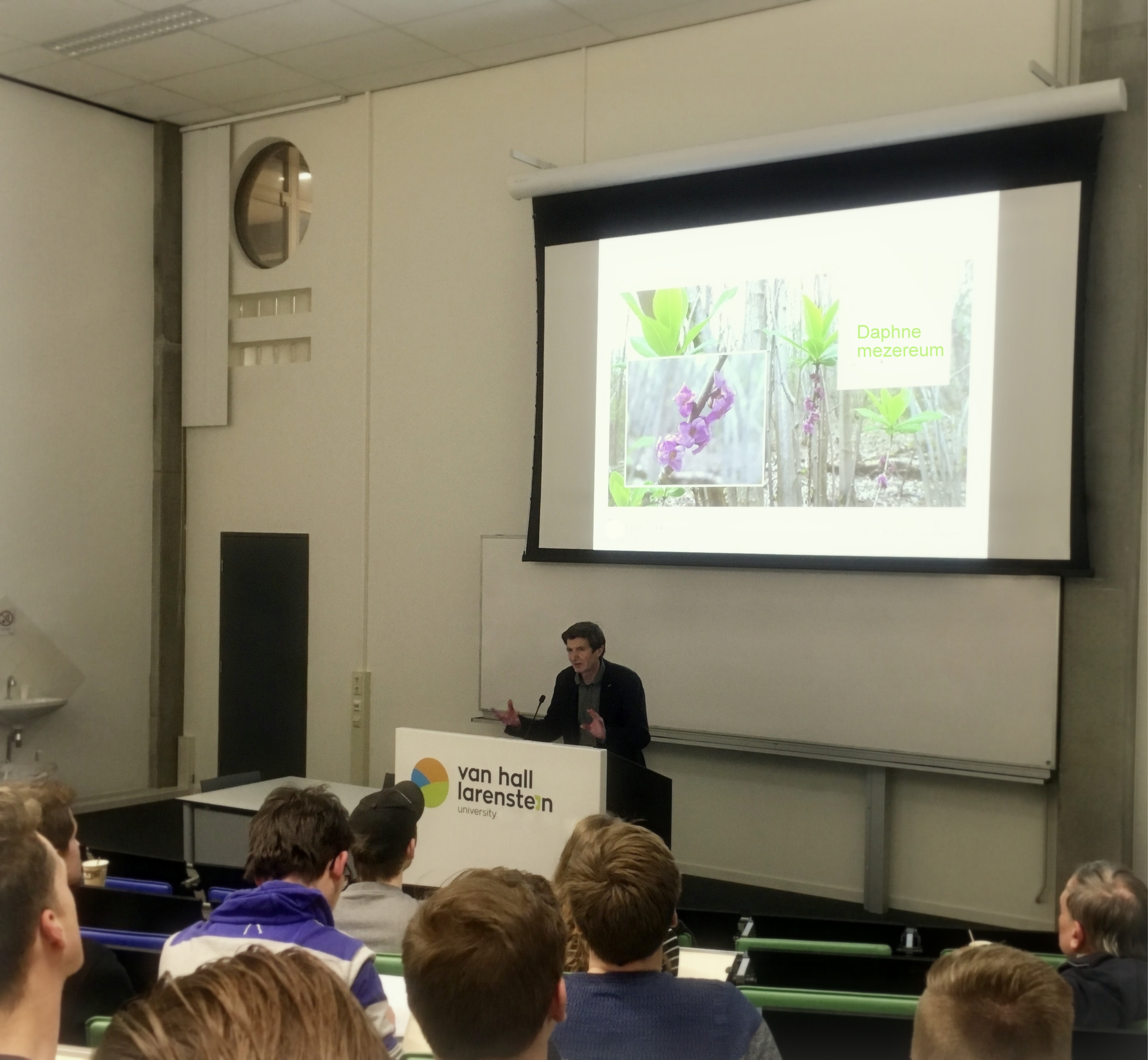
Schaminée tijdens een lezing op Van Hall Larenstein in Velp (februari 2020)

De bijdragen van Schaminée aan de vegetatiekunde zijn aanzienlijk. De publicatiereeks De vegetatie van Nederland wordt gezien als standaardwerk binnen de Nederlandse vegetatiekunde. De recent verschenen reeks Europese Natuur in Nederland, over Natura 2000-gebieden in Nederland en het digitale kennissysteem SynBioSys zijn mede het werk van Schaminée.
Daarnaast zet Schaminée zich in voor vernieuwend onderwijs waarin de relatie tussen studenten en het vakgebied centraal staat. Zo heeft hij de reeks Vegetation Monographs opgestart, waarin masterstudenten samen met een expert uit het vakgebied een hoofdstuk uit een boek schrijven. Momenteel is Schaminée betrokken bij diverse vakken van de leerstoelgroep Plantenecologie en Natuurbeheer van de Wageningen Universiteit.

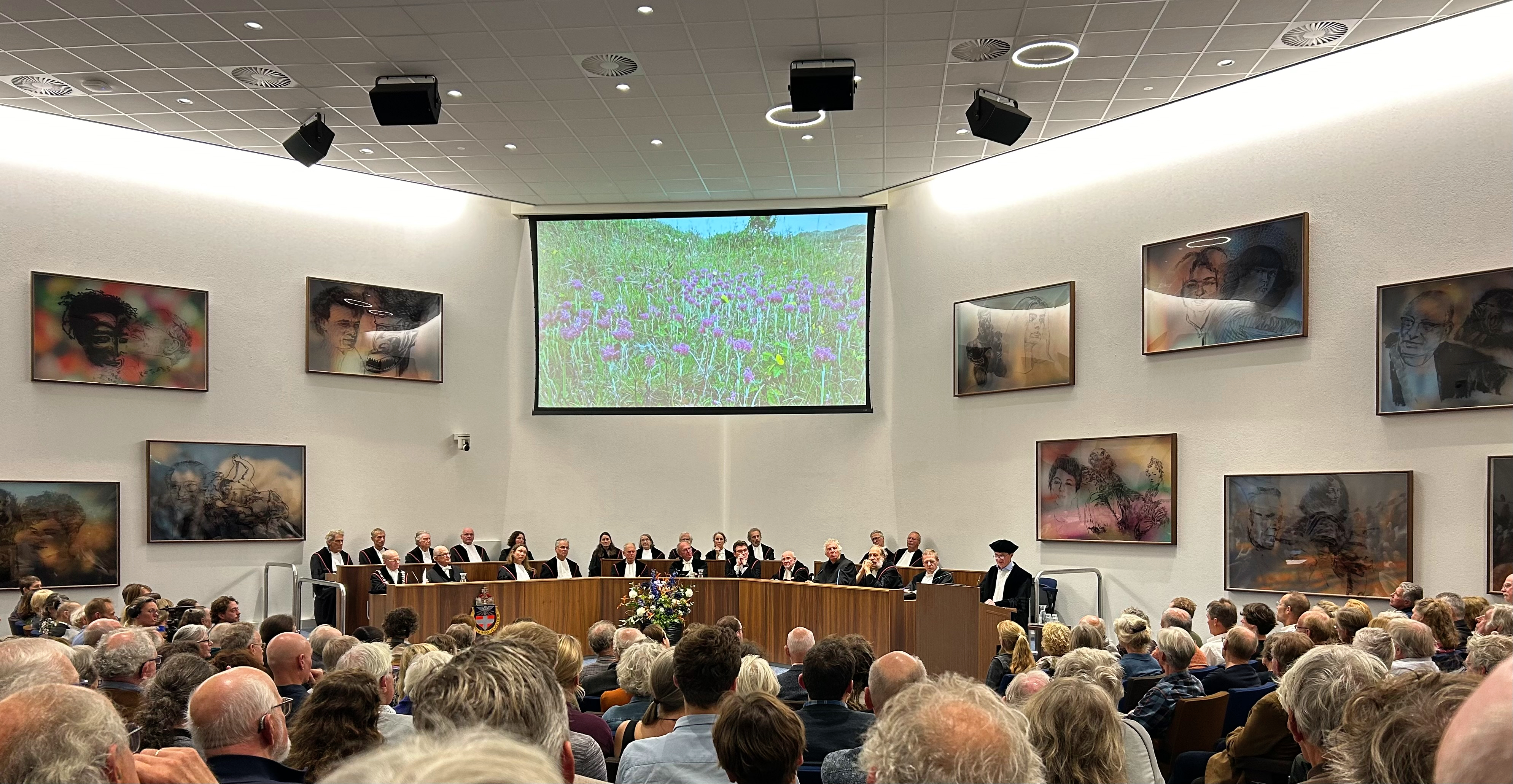
Schaminée's afscheidsrede op de Radboud Universiteit.

In 2018 richtte Schaminée het Het Levend Archief op. Dit betreft een nationale zadencollectie voor het veiligstellen van de inheemse flora.

### Boeken
In de onderstaande lijst staan boeken en boekenreeksen die (mede) door Schaminée werden geschreven.
- De vegetatie van Nederland (1998)
- Revisie Vegetatie van Nederland (2017)
- Habitattypen - Europese natuur in Nederland (2003)
- Veldgids Plantengemeenschappen (2010)

### Beschreven syntaxa
In onderstaande lijst staan syntaxa (gesorteerd op syntaxonomische rang) die mede door Schaminée wetenschappelijk werden beschreven.
Klassen
- klasse van ruderale gemeenschappen - Artemisietea vulgaris Lohm., Prsg & Tx. in Tx. 1950 em. Weeda & Scham.
- klasse van nitrofiele zomen - Galio-Urticetea Pass. ex Kopecký 1969 em. Weeda, Scham. & Stort.
- brummel-klasse - Lonicero-Rubetea plicati Haveman, Scham. & Stort. in Stort. et al. 1999
- klasse van naaldbossen - Vaccinio-Piceetea Br.-Bl. in Br.-Bl., Siss. & Vl. 1939 em. Hommel, Scham. & Stort.

Orden
- orde van haaksterrenkroos en grote waterranonkel - Callitricho-Potametalia Schipper, Lanj. & Scham. ord. nov.
- orde van brakwaterkransblad - Lamprothamnietalia papulosi Van Raam & Schamin. ord. ass. nov. prov.
- orde van gesteelde zannichellia - Zanechellietalia pedicellatae Schamin., Lanj. & Schipper 1990
- orde van fonteinkruiden en waterlelies - Nupharo-Potametalia Scham., Lanj. & Schipper 1990
- fakkelgras-orde - Cladonio-Koelerietalia Weeda, Doing & Scham. ord. nov.
- orde van distels en ruwbladigen - Onopordetalia acanthii Br.-Bl. & Tx. 1943 em. Weeda et Scham.
- wormkruid-orde - Agropyretalia Oberd., Müller & Görs in Oberd. et al. 1967 em. Weeda & Scham.
- orde van berkenbroekbossen - Vaccinnio-Betuletalia pubescentis Stort., Hommel & Scham. ord. nov.

Verbonden
- verbond van stekelharig kransblad - Charion fragilis Krausch 1964 em. Van Raam & Scham.
- verbond van gewoon kransblad - Charion vulgaris (Krause ex Krause et Lang 1977) Van Raam & Scham. stat. nov.
- verbond van gesteelde zannichellia - Zannichellion pedicellatae Scham., Lanj. & Schipper 1990
- verbond van grote waterranonkel - Ranunculion peltati Scham., Lanj. & Schipper 1990
- oeverkruid-verbond - Littorellion uniflorae W.Koch & Tx. 1937 em. Scham. & Westh.
- draadzegge-verbond - Caricion lasiocarpae Vanden Berghen 1949 em. Scham., Weeda & Westh.
- verbond van droge stroomdalgraslanden - Sedo-Cerastion Siss. & Tideman 1960 em. Weeda, Doing & Scham.
- verbond van droge, kalkrijke duingraslanden - Polygalo-Koelerion (Boerb. 1960) Weeda, Doing & Scham. all. nov.
- verbond van kleverig kruiskruid - Salsolion rhutenicae Philippi 1971 em. Weeda & Scham.
- verbond van harig wilgenroosje - Epilobion hirsuti Van 't Veer, Scham. & Weeda all. nov.

Associaties
- associatie van kleinhoofdig glanswier - Lemno-Nitelletum capillaris Van Raam & Scham. ass. nov.
- associatie van brakwaterkransblad - Charetum canscentis Corillion 1957 em. Van Raam & Scham.
- associatie van klein fonteinkruid - Potametum berchtoldii Wijsman ex Schipper, Lanj. & Scham. ass. nov.
- associatie van paarbladig fonteinkruid - Groenlandietum Segal ex Schipper, Lanj. & Scham. ass. nov.
- associatie van waterviolier en kransvederkruid - Myriophyllo verticillati-hottonietum Segal ex Schipper, Lanj. & Scham. ass. nov.
- associatie van paarbladig goudveil - Pellio epiphyllae-Chrysosplenietum oppositifolii Maas 1959 em. Siebum, Scham. & Weeda
- associatie van blauwe waterereprijs en waterpeper - Polygono-Veronicetum anagallidis-aquaticae (Zonneveld 1960) Scham. & Weeda pro ass.
- associatie van slangenwortel en waterscheerling - Cicuto-Calletum Scham. & Weeda ass. nov.
- associatie van heen en grote waterweegbree - Alismo-Scirpetum maritimi (Tx. 1937) Scham., Van 't Veer & Weeda nom. nov.
- riet-associatie - Typho-Phragmitetum (W.Koch 1926) Scham., Van 't Veer & Weeda nom. nov.
- waterveenmos-associatie - Sphagnetum cuspidato-obesi Tx. & Von Hübschmann 1958 em. Scham., Weeda & Westh.
- associatie van draadzegge en veenpluis - Eriophoro-Caricetum lasiocarpae (Osvald 1923) Scham., Weeda & Westh. nom. nov.
- associatie van vetkruid en tijm - Sedo-Thymetum Doing ex Weeda, Doing & Scham.
- duin-paardenbloem-associatie - Taraxaco-Galietum veri Boerb. 1957 em. Weeda, Doing & Scham.
- associatie van boterbloemen en waterkruiskruid - Ranunculo-Senecionetum aquati Van Schaik ex Scham. & Weeda ass. nov.
- kievitsbloem-associatie - Fritillario-Alopecuretum pratensis Westh. & Den Held ex Corporaal, Horsthuis & Scham. 1993
- associatie van boshavikskruid en gladde witbol - Hieracio-Holcetum mollis Stort., Scham. & Weeda ass. nov.
- associatie van maanvaren en vleugeltjesbloem - Botrychio-Polygaletum Prsg 1950 em. Schwertz, Scham. & Dijk
- associatie van betonie en gevinde kortsteel - Betonico-Brachypodietum Willems & Blanckenborg ex Scham. nom. nov.
- kweekdravik-associatie - Bromo inermis-Eryngietum campestris Westh. & Scham. in Westh. 1996
- rivierkruiskruid-associatie - Valeriano-Senecioetum fluviatiles Van 't Veer, Scham. & Weeda ass. nov.
- moerasmelkdistel-associatie - Soncho-Epilobietum hirsuti Meltz. 1945 em. Van 't Veer, Scham. & Weeda
- associatie van strandkweek en heemst - Oenantho-Althaeetum Weevers 1940 em. Van 't Veer, Scham. & Weeda
- associatie van duindoorn en liguster - Hippophao-Ligustretum Meltz. 1941 em. Haveman, Scham. & Weeda, 1999
- associatie van wegedoorn en eenstijlige meidoorn - Rhamno-Crataegetum Sloet ex Haveman, Scham. & Weeda ass. nov.
- associatie van rozen en liguster - Pruno spinosae-Ligustretum Tx. 1952 em. Haveman, Scham. & Weeda
- associatie van hazelaar en purperorchis - Orchido-Cornetum Doing ex Haveman, Scham. & Weeda ass. nov.
- associatie van bonte paardenstaart en moeraswespenorchis - Equiseto varietgati-Salicetum repentis Westh. & Scham. ass. nov.
- associatie van gaspeldoorn en eenstijlige meidoorn - Rubo ulmifolii-Ulicetum europaei Géhu ex Haveman, De Ronde & Scham.
- associatie van brem en eenstijlige meidoorn - Crataego-Cytisetum scoparii Haveman, De Ronde & Scham. 2017

### Beschreven taxa
- Juncus ×sallandiae Corporaal & Schaminée

## Trivia
- In 2018 presenteerde Schaminée samen met zijn vriend Pieter van Vollenhoven het televisieprogramma Professors op Pad van Omroep MAX.
- Schaminée is woonachtig in de Gelderse plaats Bemmel (Lingewaard).[3][4]